# IC 4504
IC 4504 је лентикуларна галаксија у сазвјежђу Волар која се налази на листи објеката дубоког неба у Индекс каталогу.
Деклинација објекта је + 31° 41' 59" а ректасцензија 14h 46m 36,9s. Привидна величина (магнитуда) објекта IC 4504 износи 14,4 а фотографска магнитуда 15,4. IC 4504 је још познат и под ознакама CGCG 164-23, NPM1G +31.0334, PGC 52750.